# Muscina sumatrensis
Muscina sumatrensis är en tvåvingeart som beskrevs av Shinonaga och Hiromu Kurahashi 2002. Muscina sumatrensis ingår i släktet Muscina och familjen husflugor. Inga underarter finns listade i Catalogue of Life.